# Afranthidium karooense
Afranthidium karooense là một loài Hymenoptera trong họ Megachilidae. Loài này được Brauns mô tả khoa học năm 1905.